# Капітан-Петко-Войвода
Капіта́н-Пе́тко-Войво́да (болг. Капитан Петко войвода) — село в Хасковській області Болгарії. Входить до складу общини Тополовград.

## Населення
За даними перепису населення 2011 року у селі проживала 151 особа, усі — болгари.
Розподіл населення за віком у 2011 році:
Динаміка населення: